# 99-es busz (Miskolc)
A miskolci 99-es buszjárat az Újgyőri főtér és Kilián-dél városrész kapcsolatát látta el.

## Története
2007. január 1-jén indult, a megfelezett 21-es „párjaként”. Régebben a hosszabb útvonalú 21-es járt helyette. 
Érdekesség, hogy 1976-ban, rövid ideig a 4-es villamos megszüntetése után 9Y jelzéssel már közlekedett hasonló útvonalú járat, de azzal a különbséggel, hogy az csak az Iván utcáig közlekedett.
2010. március 1-jén a járatot összevonták a 21-es busszal, így megszűnt.
A két állomás közti távot 11 perc alatt tette meg.